# Peter Millwisch
Peter Millwisch (Pseudonym: Pierre Emme; * 11. Juli 1943 in Wien; † 8. Juli 2008 in Wien-Döbling) war ein österreichischer Schriftsteller.

## Leben
Peter Millwisch wurde 1943 in Wien geboren, besuchte hier die Volksschule und das Gymnasium. Nach der Matura begann Millwisch an der Hochschule für Welthandel Wirtschaftswissenschaft zu studieren. 1964 wechselte er an die Universität Wien, um Rechtswissenschaften zu studieren, welche er 1971 als Werkstudent (Tourismus, Versicherung) erfolgreich mit der Promotion zum Dr. iur. abschloss.
Nach einem kurzen Intermezzo beim Bundesheer bekam er die Möglichkeit als Assistent der Geschäftsleitung in einem deutschen Lebensmittelkonzern in Deutschland zu arbeiten. Dabei gelang es ihm die Konzernleitung davon zu überzeugen, in Österreich eine Tochterfirma zu gründen, als deren Geschäftsführer er eingesetzt wurde. 1977 machte er sich als Unternehmensberater und Marktforscher für diesen Bereich selbständig. Gleichzeitig übernahm er die Chefredaktion Österreichs einer Fachzeitschrift für Gastronomie und Gemeinschaftsverpflegung. (Restaurant und GV Praxis), die er bis zu deren Verkauf innehatte.
Nach dem Rückgang seiner beruflichen Aktivitäten begann er, als Pierre Emme Kriminalromane zu schreiben. Er debütierte 2005 mit seinem Kriminalroman Pastetenlust im Gmeiner-Verlag Messkirch. Es folgten bis 2011 zwölf weitere Krimis mit dem Protagonisten Mario Palinski. Für seinen letzten Roman Zwanzig/11 wählte er die fiktiven Brüder Marc und Maurice Petrark als Protagonisten.
Peter Millwisch starb drei Tage vor seinem 65. Geburtstag am 8. Juli 2008 im Weinviertel, wohin er ein Jahr zuvor gezogen war, um dort seinen Lebensabend zu verbringen. Er fand auf dem Neustifter Friedhof seine letzte Ruhestätte.
Peter Millwisch war zwei Mal verheiratet; aus zweiter Ehe stammen drei Töchter.

## Werke (Auswahl)
- Mario-Palinski-Zyklus

1. Pastetenlust. Palinskis erster Fall. Gmeiner-Verlag, Meßkirch 2005, ISBN 3-89977-640-2.
2. Schnitzelfarce. Palinskis zweiter Fall. Gmeiner-Verlag, Meßkirch 2005, ISBN 3-89977-644-5.
3. Heurigen-Passion. Palinskis dritter Fall. Neuaufl. Gmeiner-Verlag, Meßkirch 2007, ISBN 978-3-89977-668-3.
4. Würstelmassaker. Palinskis vierter Fall. Gmeiner-Verlag, Meßkirch 2006, ISBN 3-89977-697-6.
5. Killerspiele. Palinskis fünfter Fall. 2. Aufl. Gmeiner-Verlag, Meßkirch 2007, ISBN 978-3-89977-708-6.
6. Tortenkomplott. Kriminalroman, Der 6. Palinski. Gmeiner-Verlag, Meßkirch 2007, ISBN 978-3-89977-734-5.
7. Ballsaison. Palinskis siebter Fall. 2. Aufl. Gmeiner-Verlag, Meßkirch 2008, ISBN 978-3-89977-744-4.
8. Florentinerpakt. Palinskis achter Fall. Gmeiner-Verlag, Meßkirch 2008, ISBN 978-3-8392-3043-5.
9. Schneenockerleklat. Palinskis neunter Fall. 2. Aufl. Gmeiner-Verlag, Meßkirch 2009, ISBN 978-3-89977-803-8.
10. Pasta Mortale. Palinskis zehnter Fall. 3. Aufl. Gmeiner-Verlag, Meßkirch 2009, ISBN 978-3-8392-1018-5.
11. Pizza Letale. Palinskis elfter Fall. 2. Aufl. Gmeiner-Verlag, Meßkirch 2010, ISBN 978-3-8392-1055-0.
12. Diamantenschmaus. Palinskis letzter Fall. Gmeiner-Verlag, Meßkirch 2010, ISBN 978-3-8392-1079-6.

- Anderes

1. Zwanzig/11. Gmeiner Verlag, Meßkirch 2011, ISBN 978-3-8392-1174-8.

Hörbücher
- Pastetenlust. Hörbuch. Radioropa Hörbuch, Daun 2007, ISBN 978-3-86667-925-2 (1 CD, gelesen von Carsten Wilhelm).
- Schnitzelfarce. Hörbuch. Radioropa Hörbuch, Daun 2008, ISBN 978-3-86667-932-0 (1 CD, gelesen von Carsten Wilhelm).
- Killerspiele. Hörbuch. Radioropa Hörbuch, Daun 2007, ISBN 978-3-86667-743-2 (1 CD, gelesen von Carsten Wilhelm).
- Tortenkomplott. Hörbuch. Radioropa Hörbuch, Daun 2008, ISBN 978-3-8368-0232-1 (6 CDs, gelesen von Carsten Wilhelm).